# Carlos López Vanegas
Carlos Augusto López Vanegas (Pereira, Risaralda, Colombia, 1 de agosto de 1994) es un futbolista colombiano. Juega como delantero y su equipo actual es el Sport Boys de la Liga1 de Perú.

## Trayectoria

### Unión Huaral
El 23 de abril debuta como profesional con el Unión Huaral en la Segunda División de Perú en la derrota por laminima como locales frente a Sport Boys jugando todo el partido, en su segundo partido el 7 de mayo marca su primer gol en su carrera en la derrota 3 a 2 en casa de Sport Loreto. Su primer doblete lo marca el 25 de mayo en el 5 a 3 superado frente a Deportivo Hualgayoc. El 10 de septiembre marca su primer póker en la goleada 4 por 1 sobre Alfredo Salinas donde sale como la máxima figura del partido, el 24 del mismo mes vuelve a marcar otro póker en el 6-2 contra Sport Victoria, en su último partido del año marca doblete en el 3 a 0 sobre CD Serrato el 19 de noviembre, completaria doce goles en 9 partidos disputados, además cierra el año siendo el máximo goleador del temporada 2017 con 24 goles.

### Millonarios F.C.
El 2 de febrero de 2018 es confirmado como nuevo jugador de Millonarios Fútbol Club de la Categoría Primera A de Colombia firmando a préstamo por un año con opción de compra. El 22 de marzo debuta con la camiseta embajadora en el empate a un gol como locales frente a Alianza Petrolera entrando al minuto 77 por Christian Camilo Huérfano. Su debut en la Copa Libertadores 2018 lo realiza el 24 de abril en la derrota 2 por 1 en casa del ACD Lara jugando todo el segundo tiempo luego de ingresar por Juan Guillermo Domínguez.
El 26 de diciembre de 2019 se oficializa su salida del club embajador.

## Clubes
| Club                | País     | Año         |
| ------------------- | -------- | ----------- |
| Unión Huaral        | Perú     | 2017        |
| Millonarios         | Colombia | 2018 - 2019 |
| Unión Huaral        | Perú     | 2020 - 2022 |
| Alianza Universidad | Perú     | 2022        |
| Los Chankas         | Perú     | 2023 - 2024 |
| Sport Boys          | Perú     | 2025 -      |

## Estadísticas
| Club                         | Div.                | Temporada           | Liga  | Liga  | Liga  | Copa Nacional | Copa Nacional | Copa Nacional | Copa Internacional | Copa Internacional | Copa Internacional | Total | Total | Total | Media goleadora |
| Club                         | Div.                | Temporada           | Part. | Goles | Asis. | Part.         | Goles         | Asis.         | Part.              | Goles              | Asis.              | Part. | Goles | Asis. | Media goleadora |
| ---------------------------- | ------------------- | ------------------- | ----- | ----- | ----- | ------------- | ------------- | ------------- | ------------------ | ------------------ | ------------------ | ----- | ----- | ----- | --------------- |
| Unión Huaral · Perú          | 2.ª                 | 2017                | 28    | 24    | 3     | Inexistentes  | Inexistentes  | Inexistentes  | Inexistentes       | Inexistentes       | Inexistentes       | 28    | 24    | 3     | 0,88            |
| Millonarios F. C. · Colombia | 1.ª                 | 2018                | 8     | 0     | 1     | 1             | 0             | 0             | 1                  | 0                  | 0                  | 10    | 0     | 1     | 0,0             |
| Millonarios F. C. · Colombia | 1.ª                 | 2019                | 4     | 0     | 1     | 5             | 0             | 2             | Inexistentes       | Inexistentes       | Inexistentes       | 9     | 0     | 3     | 0,0             |
| Millonarios F. C. · Colombia | Total               | Total               | 12    | 0     | 2     | 6             | 0             | 2             | 1                  | 0                  | 0                  | 19    | 0     | 4     | 0,0             |
| Unión Huaral · Perú          | 2.ª                 | 2020                | 10    | 7     | 2     | Inexistentes  | Inexistentes  | Inexistentes  | Inexistentes       | Inexistentes       | Inexistentes       | 10    | 7     | 2     | 0,75            |
| Unión Huaral · Perú          | 2.ª                 | 2021                | 17    | 6     | 9     | 1             | 0             | 0             | Inexistentes       | Inexistentes       | Inexistentes       | 18    | 6     | 9     | 0,75            |
| Unión Huaral · Perú          | 2.ª                 | 2022                | 9     | 2     | 0     | Inexistentes  | Inexistentes  | Inexistentes  | Inexistentes       | Inexistentes       | Inexistentes       | 9     | 2     | 0     | 0,25            |
| Unión Huaral · Perú          | Total               | Total               | 64    | 39    | 14    | 1             | 0             | 0             | 0                  | 0                  | 0                  | 65    | 39    | 14    | 0,85            |
| Alianza Universidad · Perú   | 2.ª                 | 2022                | 11    | 4     | 0     | Inexistentes  | Inexistentes  | Inexistentes  | Inexistentes       | Inexistentes       | Inexistentes       | 11    | 4     | 0     | 0,25            |
| Alianza Universidad · Perú   | Total               | Total               | 11    | 4     | 0     | 0             | 0             | 0             | 0                  | 0                  | 0                  | 11    | 4     | 0     | 0,25            |
| Los Chankas · Perú           | 2.ª                 | 2023                | 30    | 10    | 21    | Inexistentes  | Inexistentes  | Inexistentes  | Inexistentes       | Inexistentes       | Inexistentes       | 30    | 10    | 21    | 0,75            |
| Los Chankas · Perú           | 1.ª                 | 2024                | 32    | 11    | 2     | Inexistentes  | Inexistentes  | Inexistentes  | Inexistentes       | Inexistentes       | Inexistentes       | 32    | 11    | 2     | 0,25            |
| Los Chankas · Perú           | Total               | Total               | 62    | 21    | 23    | 0             | 0             | 0             | 0                  | 0                  | 0                  | 62    | 21    | 23    | 0,85            |
| Sport Boys                   | 1.ª                 | 2025                |       |       |       |               |               |               |                    |                    |                    |       |       |       |                 |
| Sport Boys                   | Total               |                     |       |       |       |               |               |               |                    |                    |                    |       |       |       |                 |
| Total en su carrera          | Total en su carrera | Total en su carrera | 149   | 64    | 39    | 7             | 0             | 2             | 1                  | 0                  | 0                  | 157   | 64    | 41    | 0,55            |

### Hat-tricks
| 1 | 10 de septiembre de 2017 | Estadio Julio Lores Colán, Huaral | Unión Huaral - Alfredo Salinas |  | 4 - 1 | Segunda División de Perú 2017 |
| 2 | 24 de septiembre de 2017 | Estadio Julio Lores Colán, Huaral | Unión Huaral - Sport Victoria  |  | 6 - 2 | Segunda División de Perú 2017 |

## Palmarés
| Título                | Club              | País     | Año  |
| --------------------- | ----------------- | -------- | ---- |
| Superliga de Colombia | Millonarios F. C. | Colombia | 2018 |

### Distinciones individuales
| Distinción                                                  | Club         | Año  |
| ----------------------------------------------------------- | ------------ | ---- |
| Máximo goleador de la Segunda División del Perú (24 goles). | Unión Huaral | 2017 |
| Máximo goleador de la Liga 2 (7 goles).                     | Unión Huaral | 2020 |
| Mejor once de la Liga 2 según la SAFAP                      | Unión Huaral | 2020 |
| Nominado a mejor gol del año de la Liga 2                   | Unión Huaral | 2020 |
| Máximo asistidor de la Liga 2 (Perú) (9 asistencias).       | Unión Huaral | 2021 |
| Máximo asistidor de la Liga 2 (Perú) (24 asistencias).      | Los Chankas  | 2023 |